# Liste der Einträge im National Register of Historic Places im Goshen County

Lage des Goshen County in Wyoming

Die Liste der Einträge im National Register of Historic Places im Goshen County in Wyoming führt alle Bauwerke und historischen Stätten im Goshen County auf, die in das National Register of Historic Places aufgenommen wurden.

## Legende
| NRHP | Historic Place                      |
| HD   | Historic District                   |
| NHLD | National Historic Landmark District |

## Aktuelle Einträge
| [ 2 ] | Name                                                                                 | Bild                                                                                 | Eintragsdatum                  | Lage                                                                             | Ort          | Beschreibung                                                                                                  |
| ----- | ------------------------------------------------------------------------------------ | ------------------------------------------------------------------------------------ | ------------------------------ | -------------------------------------------------------------------------------- | ------------ | --- |
| 1     | Cheyenne-Black Hills Stage Route and Rawhide Buttes and Running Water Stage Stations | Cheyenne-Black Hills Stage Route and Rawhide Buttes and Running Water Stage Stations | 16. Apr. 1969 ID-Nr. 69000190  | 24 km südwestlich von Lusk 42° 46′ 12″ N, 104° 28′ 30″ W                         | Lusk         | Umfasst Bereiche einer historischen Postkutschenroute aus dem Black Hills Gold Rush                           |
| 2     | Fort Laramie National Historic Site                                                  | weitere Bilder                                                                       | 15. Okt. 1966 ID-Nr. 66000755  | 4,8 km südwestlich von Fort Laramie 42° 12′ 20″ N, 104° 33′ 2″ W                 | Fort Laramie | Ehemaliger Handelsposten und späteres Armeefort am Zusammenfluss des Laramie River und des North Platte River |
| 3     | Fort Laramie Three-Mile Hog Ranch                                                    |                                                                                      | 23. Apr. 1975 ID-Nr. 75001901  | 8.9 km westlich von Fort Laramie, am Laramie River 42° 11′ 49″ N, 104° 37′ 20″ W | Fort Laramie | |
| 4     | Hell Gap Paleoindian Site (48GO305)                                                  |                                                                                      | 23. Dez. 2016 ID-Nr. 100000877 | Adresse nicht veröffentlicht 42° 24′ 30″ N, 104° 38′ 22″ W                       | Guernsey     | |
| 5     | Jay Em Historic District                                                             | Jay Em Historic District                                                             | 12. Apr. 1984 ID-Nr. 84003665  | Main Street 42° 27′ 40″ N, 104° 22′ 11″ W                                        | Jay Em       | Umfasst Gebäude der Geisterstadt Jay Em                                                                       |
| 6     | South Torrington Union Pacific Depot                                                 | weitere Bilder                                                                       | 31. Dez. 1974 ID-Nr. 74002025  | U.S. Highway 85 42° 2′ 53″ N, 104° 11′ 1″ W                                      | Torrington   | |
| 7     | US Post Office-Torrington Main                                                       | weitere Bilder                                                                       | 19. Mai 1987 ID-Nr. 87000783   | 2145 Main Street 42° 3′ 57″ N, 104° 11′ 3″ W                                     | Torrington   | Im Jahr 1932 erbautes Postgebäude in Torrington                                                               |

## Belege
1. ↑  National Register of Historical Places - WYOMING (WY), Washakie County. Abgerufen am 17. März 2021.
2. ↑  Die Nummerierung in dieser Listenspalte ist an der vom National Park Service vorgelegten Reihenfolge der Einträge orientiert; die Farben unterscheiden verschiedene Schutzgebietstypen des Nationalparksystems mit landesweiter Bedeutung (z. B. National Historic Landmarks) von den sonstigen Einträgen im National Register of Historic Places.